# Demon Slayer
Cet article concerne le manga d'origine. Pour la série d'animation, voir Demon Slayer: Kimetsu no Yaiba.
Autre
Demon Slayer (litt. « Pourfendeur de démon »), connue au Japon sous le nom Kimetsu no yaiba (鬼滅の刃, litt. « La Lame tueuse de démons »), est une série de manga écrite et dessinée par le mangaka Koyoharu Gotōge. L'histoire suit le périple de Tanjiro Kamado qui cherche un moyen de rendre sa petite sœur Nezuko Kamado de nouveau humaine après sa transformation en démon.
Le manga est prépublié dans le magazine Weekly Shōnen Jump de Shūeisha entre février 2016 et mai 2020 et est compilé en un total de 23 tomes. Une première version française est publiée par Panini Manga entre août 2017 et janvier 2018 sous le titre Les Rôdeurs de la nuit ; une nouvelle édition sous le titre actuel par le même éditeur paraît depuis septembre 2019.
La série est adaptée en anime par le studio ufotable sous le titre Demon Slayer: Kimetsu no Yaiba. La première saison de 26 épisodes est diffusée initialement entre avril et septembre 2019 et adapte la première saga L'Évolution de Tanjiro Kamado. Elle est suivie d'un film d'animation, intitulé Le Train de l'Infini, sorti en octobre 2020. Une réadaptation du film en sept épisodes est diffusée à partir d'octobre 2021, tandis que la deuxième saison de la série d'animation, adaptant l'arc du Quartier des plaisirs, est diffusée de décembre 2021 à février 2022. Une troisième saison, adaptant l'arc du Village des forgerons, est diffusée d'avril 2023 à juin 2023. Une quatrième saison, adaptant l'arc de l'Entraînement des piliers, est diffusée entre mai et juin 2024. Une trilogie de films d'animation adaptant l'arc de la Forteresse Dimensionnelle Infinie est en production, avec le premier sorti en juillet 2025 au Japon.
Plusieurs produits dérivés, dont des light novels et des jeux vidéo, sont également sortis.
Demon Slayer est le manga le plus vendu au Japon en 2019 et en 2020. Le tirage total de la franchise a atteint les 220 millions d'exemplaires en juillet 2025, ce qui classe l'œuvre parmi les mangas les plus vendus de l'histoire. Le manga et son adaptation animée ont été acclamés par la critique. La série animée a reçu de nombreux prix, et la première saison est considérée comme l'un des meilleurs anime des années 2020.

## Synopsis
Dans un Japon de l'ère Taishō, Tanjiro Kamado est le premier enfant d'une famille de marchands de charbon dont le père est décédé : pour subvenir aux besoins de celle-ci, il vend du charbon de bois au village en contrebas de la montagne. Malgré les difficultés de la vie, ils réussissent à trouver un peu de bonheur dans leur quotidien.
Un jour, à cause de rumeurs qui circulent à propos d'un démon mangeur d'hommes qui traînerait dans les parages la nuit tombée, il est obligé de passer la nuit chez un Bon Samaritain du village. Seulement, tout bascule à son retour lorsqu'il détecte grâce à son odorat aiguisé une forte odeur de sang : il se précipite chez lui et retrouve sa famille massacrée. Nezuko, l'une de ses petites sœurs, est inconsciente mais bien vivante. Tanjirō tente de l'amener chez un médecin pour la sauver, mais Nezuko reprend connaissance en chemin et, étant devenue elle-même un démon, attaque son frère avant de montrer, toutefois, des signes d'émotions et de pensées humaines. C'est à ce moment qu'intervient un Pourfendeur de démons du nom de Giyu Tomioka, chargé d'éliminer le démon sévissant dans la région. Alors qu'il tente de tuer Nezuko, Giyū se rend compte du comportement singulier de cette dernière qui, au lieu de chercher à dévorer son frère, tente de s'interposer pour empêcher le Pourfendeur de s'en prendre à Tanjirō, qui l'avait défié. Giyū, surpris par la réaction du jeune garçon, décide de les laisser en vie mais assomme tout de même Nezuko afin qu'elle ne présente aucun danger pour la population aux alentours.
Sur les conseils de Giyū, Tanjirō se rend chez son maître Sakonji Urokodaki pour s'entraîner à devenir un Pourfendeur de démons, afin d'entamer son périple pour tenter de trouver un antidote pouvant rendre à nouveau humaine sa petite sœur (chose qui, de mémoire d’homme et avec les connaissances médicales actuelles, est en l'état impossible) tout en protégeant les Humains des démons, ainsi que retrouver le démon responsable du massacre de sa famille et de la transformation de Nezuko pour se venger.

## Personnages
Tanjiro Kamado
Tanjirō est le premier enfant d’un vendeur de charbon de bois, vivant en montagne avec sa mère et sa fratrie dont il prend soin du mieux qu’il peut depuis la mort de leur père.
Après le massacre de sa famille par un démon et la transformation de sa sœur cadette Nezuko, il voyage avec elle à la recherche d’un antidote pouvant la faire redevenir humaine.
Nezuko Kamado
Nezuko est la première fille d’un vendeur de charbon de bois et l’une des petites sœurs de Tanjirō.
Elle est, hormis ce dernier, la seule survivante de leur famille des suites de l’attaque d’un démon, bien qu’elle fût elle‐même transformée en l’une des leurs. Néanmoins, elle conserve les souvenirs de sa famille et ses sentiments envers son frère, qui retiennent ses impulsions meurtrières : elle en vient à considérer par défaut tous les Humains comme sa famille, et s’attaque à tout congénère qui les menace.
Zenitsu Agatsuma
Zenitsu est un Pourfendeur de démons de la même promotion que Tanjirō et Inosuke Hashibira.
Il fut obligé, pour rembourser des dettes, de rentrer chez les Pourfendeurs sous la formation de son « grand‐père », l’ancien Pilier de la Foudre. Malgré une personnalité peureuse et sa tendancielle lâcheté face au danger, il a tout de même un potentiel qu’il ignore lui‐même. Bien qu’elle soit une démone, il s’éprend à leur rencontre de la sœur de Tanjirō, Nezuko.
Inosuke Hashibira
Inosuke est un Pourfendeur de démons de la même promotion que Tanjirō et Zenitsu Agatsuma.
Enfant sauvage affublé d’un masque de sanglier, il fut « élevé » comme l’un d’entre eux sur une montagne et apprit à parler par un habitant voisin. N’ayant pas croisé ses frères d’armes au test de la Sélection finale, il les rencontre formellement lors de leur mission commune à la Maison aux Tambours. Épéiste ambidextre, guerrier belliciste et brutal ainsi que personnage rustre, il adore affronter de puissants adversaires, et a créé lui-même sa technique de combat.

## Terminologie

### Démons
Les démons (鬼, Oni, traduit littéralement Ogres dans la première édition de Panini Manga) sont des créatures malveillantes qui se nourrissent principalement de chair humaine.
Muzan Kibutsuji serait le premier d'entre eux et, avec son sang, peut transformer les Humains en de nouveaux démons, si ces derniers supportent la dose de sang qu'il leur injecte.
Ils sont capables de modifier leur structure corporelle, guérir rapidement leurs blessures par régénération accélérée (pour un Humain) et possèdent une force ainsi qu'une agilité surhumaines.
Un démon ne peut être tué qu'en étant exposé à la lumière du jour, empoisonné avec de la glycine ou bien décapité avec un Sabre du Soleil. En ce qui concerne ceux « créés » par Muzan, leur lien atavique avec lui — par le sang qu'il leur aura transmis à leur transformation — place en chacun une même « malédiction » qui, en guise d'épée de Damoclès, est susceptible de s'abattre n'importe où sur le malheureux qui trahirait leur créateur et, en conséquence, mourrait l'instant qui suit violemment et dans d'atroces circonstances.

#### Technique
Le « pouvoir sanguinaire » (血鬼術, kekkijutsu)
Les démons suffisamment forts pour cela disposent ou développent des capacités spéciales qui leur sont propres.
Il est possible pour un démon d’en acquérir plusieurs à la fois : ils peuvent être autant de nature offensive ou défensive au combat, que d’une utilité purement pratique pour leur détenteur.
Le « Lycoris bleu » (青い彼岸花, Aoi higanbana)
Une mystérieuse chose recevant l’attention particulière de Muzan Kibutsuji, qui la rechercherait depuis un millénaire et charge ses douze plus puissants démons de la trouver pour lui.
Selon une rumeur, l’ingérer en boisson pourrait offrir l’immortalité à un démon même au contact du soleil : sa découverte est ainsi considérée par l’intéressé comme aussi importante que l’extermination de l’Armée des Pourfendeurs de démons ou la localisation de la résidence de leur chef.
Il faisait partie des médicaments prescrits par son médecin du temps où il était encore un Humain, à l’époque de Heian.

#### Organisation
Les Douze Lunes démoniaques (十二鬼月, Jūni kizuki)
Les douze plus puissants démons servant Muzan Kibutsuji.
Au sein de ce groupe, ils sont divisés en deux sous-groupes de six, dont l'appartenance (niveau et numéro) est marquée dans les yeux :
- Les Six Lunes supérieures (六鬼月上弦, Roku kizuki jōgen), les plus anciennes — d'au moins un siècle — et puissantes, chacune étant reconnue pour avoir déjà abattu d'anciens Piliers avant le début de l'histoire ;
- les Six Lunes inférieures (六鬼月下弦, Roku kizuki kagen), les plus faibles et — pour cette raison — souvent renouvelées ou remplacées.

Après la mort de la Onzième Lune (Rui), Muzan décide de se débarrasser — à l'exception de la Septième, Enmu (qu'il juge prometteur) — des Lunes inférieures restantes, qu'il considère finalement superflues.

### Pourfendeurs de démons
Les Pourfendeurs de démons (鬼殺, Kisatsu), aussi appelés par exonymie « Chasseurs de démons » (鬼狩り, Onigari) depuis des temps anciens, sont les guerriers éponymes de l’Armée des Pourfendeurs de démons (鬼殺隊, Kisatsu-tai), une organisation non gouvernementale ayant pour mission de protéger les Humains des démons.
Secrète et très ancienne, elle existerait depuis au moins un millénaire avant le début de l'histoire.
Au sein de ce groupe, ils peuvent être distingués en deux catégories :
- Les membres combattants — épéistes par défaut — de l’organisation (鬼殺隊（剣）士, Kisatsu-tai [ken]shi?), qui affrontent en personne les démons ;
- et les membres non combattants (鬼殺隊員, Kisatsu-taīn?), qui contribuent donc à la lutte contre leurs ennemis par d’autres moyens.

Les membres actuels de l’Armée des Pourfendeurs de démons se reconnaissent majoritairement au premier coup d’œil — hormis exception telle que le nouveau venu Inosuke Hashibira, enfant sauvage partiellement vêtu — par le port du même uniforme noir avec hakama umanori et ceinturon blanc, les combattants de l'organisation arborant dans le dos le caractère renvoyant à leur fonction commune contre les démons : litt. « détruire » ; par ext. « pourfendre » (滅).

#### Technique
Le Sabre du Soleil (日輪刀, nichirintō)
Arme de prédilection des Pourfendeurs de démons, le Sabre du Soleil est le seul qui soit capable de décapiter un démon, méthode — en dehors de la lumière du jour et de la glycine — pour le tuer définitivement.
La lame du Sabre du Soleil, différente de celles des sabres conventionnels, permet de trancher le cou de n'importe quel démon ordinaire tout en l'empêchant de se régénérer, ce qui assure sa mort dans l'instant qui suit. Toutefois, la difficulté de la décapitation augmente avec la puissance du démon, certains d'entre eux étant devenus beaucoup trop forts au fil du temps pour être simplement abattus par ce procédé.
Ce type de sabre unique en son genre, fabriqué dans le plus grand secret au Village caché des forgerons, est conçu dans un matériau à partir d'un fragment de tamahagane spécial choisi parmi d'autres par résonance avec le Pourfendeur à l'issue de son test de sélection. Sa lame se teint d'une couleur précise et acquiert des caractéristiques spécifiques en fonction du propriétaire la prenant en main pour la première fois : raison pour laquelle elles sont également surnommées par ellipse les « lames à couleur changeante ». Cependant, cela nécessite des compétences préalables pour enclencher le phénomène, et certaines de ces épées sont actuellement trop méconnues pour en saisir toutes les spécificités, comme dans le cas des sabres à lame noire.
- Le Sabre [du Soleil] rouge vif/cramoisi (赫刀, kakutō/shakutō)

Lorsque la lame d'un Sabre du Soleil augmente de température par transfert de chaleur, elle prend une couleur rouge : ainsi, elle entrave la régénération des démons et, dans certains cas, les brûlent même au niveau cellulaire, laissant des blessures inguérissables.
Dans l'histoire, il y a trois méthodes connues pour provoquer le phénomène :
- L'utilisation du pouvoir sanguinaire de Nezuko Kamado ;
- une forte adhérence ;
- ou l'affrontement entre deux Sabres du Soleil.

NB : les deux dernières méthodes nécessitent également la présence d'une Marque du Pourfendeur de démon (鬼殺痣, Kisatsu aza).
Le Souffle (呼吸, kokyū)
Commun à la plupart des Pourfendeurs de démons, il constitue en une manifestation de leur puissance par une combinaison martiale de techniques internes de respiration, et externes d'épéisme par l'entremise de leur Sabre du Soleil. Il en existe plusieurs styles.
- Le Souffle de Concentration intégrale (全集中の呼吸, Zen shūchū no kokyū)

La puissance du Pourfendeur est liée à son degré de maîtrise dudit Souffle, les plus puissants parvenant à le maintenir en permanence : étant toutefois une lame à double tranchant pour son utilisateur, un Souffle mal maîtrisé ou trop dangereux peut, dans le pire des cas, lui occasionner des dégâts internes incapacitants ou irréversibles, parfois permanents ou mortels.
En maintenant une absorption importante d’oxygène dans le sang grâce à une activité cardio-pulmonaire nettement améliorée, l’utilisateur de cette technique de Souffle augmente aussi instantanément que considérablement ses capacités physiques et mentales à leurs limites extrêmes, permettant de livrer un combat à l’épée d’un niveau égal voire supérieur au démon affronté.
- Les Styles de Souffle (呼吸法, kokyū-hō)

Les styles de Souffle sont tous généalogiquement issus d'un même et unique « Souffle originel » (始まりの呼吸, Hajimari no kokyū), le « Souffle du Soleil » (日の呼吸, Hi no kokyū) qui fut logiquement fondé par le premier utilisateur de Souffle, un Pourfendeur de démons légendaire de l’époque Sengoku du nom de Yoriichi Tsugikuni.
Toutefois, son jumeau Michikatsu et ses disciples n'arrivant pas à maîtriser son style, il les poussa donc à créer à partir du sien des variances qui seraient adaptées à chacun selon leurs forces et leurs faiblesses.
Ce qui engendra les « Cinq styles primordiaux » (基本五流派, Kihon go ryūha), de fait six « Souffles primordiaux » :
- Celui de la « Lune » (月の呼吸, Tsuki no kokyū) ;
- celui de l’« Eau » (水の呼吸, Mizu no kokyū) ;
- celui de la « Flamme » (炎の呼吸, Honō no kokyū) ;
- celui du « Vent » (風の呼吸, Kaze no kokyū) ;
- celui de la « Foudre » (雷の呼吸, Kaminari no kokyū) ;
- et enfin, celui de la « Roche » (岩の呼吸, Iwa no kokyū).

NB : contre-intuitivement, le Souffle de la Flamme ne fut sciemment pas baptisé « Souffle du Feu » (火の呼吸, Hi no kokyū) à cause de l’homophonie avec celui du Soleil.
Ces primordiaux étant eux-mêmes déclinables en d'autres styles de Souffles (les seules exceptions étant ceux de la Lune et de la Roche, demeurées sans style hérité ou décliné), il peut ainsi en exister potentiellement bien d'autres que ceux représentés chez les Piliers, qui changent selon les générations.
Exemples connus
- Celui de la « Foudre », Souffle primordial de Zenitsu Agatsuma hérité de l’ancien Pilier de la Foudre Jigorō Kuwajima, mais non représenté parmi les Piliers actuels ;
- celui du « Serpent » (蛇の呼吸, Hebi no kokyū), style personnel du Pilier homonyme Obanai Iguro et descendant du Souffle de l’Eau ;
- celui de la « Fleur » (花の呼吸, Hana no kokyū), style de la Successeuse Kanao Tsuyuri hérité non de son propre Pilier mais de celui de ce dernier, feu l’ancien Pilier de la Fleur Kanae Kochō, et également descendant du Souffle de l’Eau ;
- celui de la « Brume » (霞の呼吸, Kasumi no kokyū), style personnel du Pilier homonyme Muichirō Tokitō et descendant du Souffle du Vent.

Cas particuliers
- Celui de l’« Insecte » (蟲の呼吸, Mushi no kokyū), style personnel créé pour elle-même (car étant inadaptée pour les styles préexistants) par l’actuel Pilier homonyme — à l’époque Successeuse de celui de la Fleur — Shinobu Kochō et lui-même décliné du Souffle de la Fleur ;
- celui de l’« Amour » (恋の呼吸, Koi no kokyū), style personnel du Pilier homonyme Mitsuri Kanroji et descendant du Souffle de la Flamme, qui était son style précédent mais non adapté pour elle ;
- celui de la « Bête » (獣の呼吸, Kedamono no kokyū), style personnel créé — de toutes pièces — par Inosuke Hashibira et qui, à ce titre, ne descend pas vraiment du Souffle du Vent mais en est un lointain parent ;
- celui du « Son » (音の呼吸, Oto no kokyū), style personnel du Pilier homonyme Tengen Uzui et seul descendant d’un Souffle primordial actuellement non représenté chez les Piliers (le Souffle de la Foudre) ;
- la « Danse du Dieu du Feu » (ヒノカミ神楽, Hinokami kagura), tradition familiale des Kamado qui est une forme héritée du Souffle du Soleil.

- Les hanafuda du Soleil en boucles d’oreille (日輪が描かれた花札風の耳飾り, Nichirin ga egakareta hanafuda-fū no mimikazari)

Ces boucles d’oreilles uniques au motif rappelant le Soleil levant, accessoires caractéristiques de Tanjirō Kamado (qui les a reçues de son défunt père), sont un héritage familial des Kamado transmis de génération en génération depuis un temps oublié.
À l’origine créées par une mère de famille de l’époque Sengoku qui souhaitait bénir son second fils, elles se révèlent être la marque distinctive du « Successeur » légitime du Souffle du Soleil.
- Les Mouvements (型, kata)

Tout comme il existe plusieurs écoles différentes de maîtrise du Souffle, à l'instar des arts martiaux classiques chacune possède son nombre de formes codifiées offensives ou défensives.
Le nombre de Mouvements maîtrisés et utilisables par un Pourfendeur dans son style est généralement un marqueur objectif de talent personnel, de progression ainsi que de sa puissance au combat : il existe cependant des exceptions à la règle, comme dans le cas du jeune Pourfendeur Zenitsu Agatsuma qui, ayant virtuellement un immense potentiel mais objectivement mal appréhendé à cause d'un mauvais état d'esprit ainsi que d'une estime erronée de ses capacités, n'a réussi à ne maîtriser qu'un unique Mouvement du Souffle de la Foudre — qu'il s'est néanmoins appliqué à réaliser à la perfection.
Les praticiens les plus avancés et talentueux peuvent même contribuer personnellement à enrichir leur propre école, pour exemple l'actuel Pilier de l'Eau Giyū Tomioka qui, en plus d'en maîtriser les dix Mouvements actuellement recensés qu'il a appris par son maître — et ancien Pilier — Sakonji Urokodaki, en a créé un onzième qu'il est seul à connaître et maîtriser.
À noter que les Mouvements se nomment différemment dans certains styles de Souffle :
- Pour ceux du Souffle de la Bête, créés en autodidacte et hors de toute structure par Inosuke Hashibira, « Crocs » (牙, kiba) ;
- et pour ceux du Souffle de l’Insecte, exclusivement d'estoc et adaptés au petit gabarit de Shinobu Kochō, « Danses » (舞, mai).

La glycine (藤, fuji)
Plus qu'un symbole pour l'Armée des Pourfendeurs de démons, cette plante grimpante déjà toxique pour un Humain est le seul poison naturel connu qui soit capable de tuer les démons, un simple contact étant visiblement suffisant pour les éliminer dans la douleur mais assez rapidement.
Elle est utilisée comme caractère et blason familial, aisément identifiables pour les membres de l'organisation, par une famille civile alliée à eux — des Pourfendeurs l'ayant sauvée des démons par le passé — et dont les membres leur témoignent la reconnaissance pour leurs efforts en tenant çà et là des Maisons aux Glycines (藤の家, fuji no ie), refuges mis à la libre et entière disposition de tout Pourfendeur de passage ayant besoin de soins, de se reposer ou encore d'aide matérielle.
Du fait de son efficacité objective et de sa robustesse, la plante résistant à toute période de l'année, elle constitue une barrière impénétrable de choix encerclant le mont Fujikasane (藤襲山, Fujikasane-yama), utilisé par l'organisation comme une prison naturelle pour les démons capturés vivants, qui ne peuvent ainsi s'en échapper et sont exploités pour jauger leurs candidats au test de la Sélection finale.
Elle est aussi notoirement utilisée comme méthode alternative par l'actuel Pilier de l'Insecte Shinobu Kochō qui, en qualité de spécialiste des poisons mais dont le petit gabarit ainsi que la force moindre l'handicapent lourdement au combat pour décapiter les démons, a créé à cet effet son propre style de Souffle et enduit la lame de son Sabre du Soleil — qui n'est conçu que pour l'estoc — d'une substance à base de glycine afin de les tuer de l'intérieur (à l'instar d'un venin) en les piquant avec sa pointe.
Pour des personnes ordinaires au fait de l'existence des démons et de ses vertus apotropaïques, elle est souvent utilisée comme élément de base à des protections individuelles rudimentaires, par exemple une amulette à porter sur soi.

#### Organisation
Les Dix rangs (十干の階級, Jikkan no kaikyū)
Dans l’Armée des Pourfendeurs de démons, la hiérarchie est établie en rangs selon le système des tiges célestes (十干, jikkan).
Les novices démarrent généralement tout en bas de l'échelle hiérarchique, puis montent progressivement en grade selon leurs progrès individuels ainsi que leurs aptitudes et prouesses personnelles. Le salaire individuel perçu augmente en conséquence, les plus bas gradés (ou mizunoto) recevant environ 200 000 ¥ tandis qu'à titre de comparaison, les Piliers sont payés autant qu'ils le souhaitent.
Ledit rang de chaque Pourfendeur est consultable en temps réel avec la bonne invocation, qui le fait apparaître à l'endroit de sa peau imprégné de ciselure de glycine depuis sa sélection.
Nonobstant les Piliers, qui sont une catégorie d'élite à part, il en existe dix.
Les Formateurs (育手, Sodate)
Au sens strict, des maîtres d’armes pour épéistes.
Maîtres du Souffle dispersés à travers tout le pays, ils se dévouent à former de potentiels combattants pour l’Armée des Pourfendeurs de démons.
Membres eux‑mêmes non combattants de l’organisation, généralement d’anciens Pourfendeurs (souvent Piliers à la retraite), ils préparent les candidats à leur futur test de la Sélection finale (最終選別, saishū senbetsu) au mont Fujikasane.
Les Corbeaux de liaison (鎹鴉, Kasugai garasu)
Des oiseaux peu ordinaires qui, comme le suggère leur nom, servent en tant qu’agents de liaison dans l’Armée des Pourfendeurs de démons.
Après avoir passé comme les aspirants combattants leur propre test de sélection pour en devenir un, ils sont individuellement assignés à un Pourfendeur, lui servant d’intermédiaire avec l’organisation pour communiquer ou transmettre les informations et prochaines missions, ayant pour la plupart acquis l’aptitude anormale de parler le langage des Humains.
Alors qu’ils sont en principe tous de la même espèce (d’où leur nom), cette dénomination ne serait dans les faits qu’un titre de convenance, la possibilité de passer le test de sélection restant visiblement ouverte à tout type d’oiseau qui s’en montrerait capable puisque leurs rangs actuels souffrent d’une exception avérée à leur introduction dans l’histoire.
Les Forgerons (刀鍛冶, Katanakaji)
Littéralement des forgeurs de sabre, ils sont les créateurs des Sabres du Soleil et alliés à l’Armée des Pourfendeurs de démons.
Fabriquant depuis des temps reculés et avec leur propre savoir‑faire ces armes hors du commun, seules aptes à tuer les démons, ils ont à ce titre un rôle stratégique vital pour l’organisation.
Chacun d’entre eux possédant des compétences en forge qui lui sont particulières, il est habituel lors de l’intégration d’un nouveau Pourfendeur combattant de lui assigner un Forgeron attitré, qui lui créera son premier Sabre du Soleil personnalisé (puis le réparera ou lui en reforgera en cas de perte, casse ou éventuellement, d’adaptation de l’arme à de nouvelles spécificités pour son utilisateur) à partir du type de fragment de tamahagane spécial qu’il aura choisi parmi d’autres — par résonance — à l’issue de son test de la Sélection finale.
Néanmoins, contrairement aux Corbeaux de liaison qui sont attribués à un unique Pourfendeur ce forgeur peut, selon son degré de compétences ou la simple nécessité, être responsable des armes de plusieurs épéistes à la fois. Le Forgeron se déplace généralement lui‑même pour apporter le Sabre du Soleil à son Pourfendeur où qu’il se trouve et ce, afin de vérifier en personne sa conformité avec lui avant de repartir.
Pour assurer leur sécurité personnelle et leur permettre d’exercer leur art en toute quiétude, ils vivent retirés en communauté dans un village caché du monde et jouissant de la protection de l’organisation, sa localisation étant tenue secrète même aux Pourfendeurs ainsi que son accès, uniquement possible par des mesures de sécurité aussi optimales que pour la résidence du « Maître ». Leurs membres tous plus ou moins excentriques, dissimulent également leur véritable identité en portant en permanence un masque de Hyottoko.
Les Furtifs (隠, Kakushi)
La brigade de nettoyage de l'Armée des Pourfendeurs de démons.
Leur corps serait né à l’époque Sengoku dans le souci premier de renforcer (à la suite de certains événements) les efforts pour dissimuler davantage la localisation de la résidence du chef de l’organisation.
Membres non combattants et anonymisés demeurant, comme le suggère leur nom, dissimulés et prompts à agir aussi efficacement que discrètement, leur rôle essentiel à l'organisation consiste à passer derrière les affrontements et actions des Pourfendeurs, pour préserver le secret de leur existence et apporter une aide logistique (premiers secours et assistance médicale, transport d'individus et de biens, transmissions intermédiaires entre corps et/ou membres, effacement des traces et preuves...).
Leur tenue étant inspirée comme leur fonction pour le reste des membres, des machinistes en noir du théâtre traditionnel, ils sont reconnaissables à l'uniforme de l'organisation — arborant toutefois dans le dos leur propre caractère, litt. « cacher » ; par ext. « dissimuler » (隠) — mais aussi et surtout, le masque assorti cachant — à l'exception du regard — entièrement leur tête, pour protéger leur identité réelle.
Les Successeurs (継子, Tsuguko)
Des Pourfendeurs si exceptionnellement talentueux au combat qu'ils sont, comme le suggère leur nom, désignés comme disciple et potentiel successeur de l'un des Piliers. À cet égard, il convient pour tout supérieur au Successeur autre que son Pilier, de demander une autorisation pour en disposer contrairement aux autres Pourfendeurs subordonnés.
Il existe deux manières d'être reconnu à ce titre :
- Soit, en postulant spontanément et en étant accepté ;
- soit, par recommandation de l'un des Piliers en place.

Un Successeur maîtrise usuellement le même style de Souffle que le Pilier sous lequel il sert, bien que ce ne soit pas une obligation comme dans le cas de Kanao Tsuyuri, Successeuse de l'actuel Pilier de l'Insecte mais pratiquante du Souffle de la Fleur.
Le but du Successeur est de prendre la place de son Pilier si et quand ce dernier est mis dans une position où il ne peut plus assumer son rôle de combattant d'élite des Pourfendeurs de démons, par exemple lorsqu'il prend sa retraite ou meurt.
Les Piliers (柱, Hashira)
La caste des plus puissants guerriers parmi les Pourfendeurs de démons, hiérarchiquement au‑dessus de leurs autres frères d’armes car étant directement sous les ordres du « Maître » de leur organisation, et tous maîtres eux‑mêmes d’un style de Souffle différent de leurs homologues.
Comme ils sont d'une classe à part des autres Pourfendeurs, leur marque de rang leur est propre et associé à leur style de Souffle.
À leur introduction dans l'histoire, ils sont au nombre de neuf.
Le Maître (お館様, Oyakata‑sama)
Le commandant en chef de l’Armée des Pourfendeurs de démons, et unique supérieur des Piliers.
Dans les faits, il serait depuis toujours assumé de génération en génération par le chef de la Famille Ubuyashiki, étroitement liée au démon Muzan Kibutsuji, qui aurait fondée l’organisation et l’entretient.
L’actuel au début de l’histoire, 97e à ce titre, est Kagaya Ubuyashiki.
La localisation de sa résidence personnelle, qui leur sert de quartier général ainsi que de lieu de tenue trimestrielle de la Réunion des Piliers (柱合会議, Hashira gō‑kaigi), est gardée secrète depuis l’époque Sengoku avec des mesures de sécurité optimales mises en place à la création des Furtifs.
L’« Épéiste dévoreur de démons » (鬼喰いの剣士, Onikui no kenshi)
Une catégorie particulière de chasseur de démons dont le système digestif spécial permet d’acquérir temporairement leurs pouvoirs et capacités par « démonophagie », en miroir des démons eux‑mêmes (qui deviennent plus forts en dévorant de la chair humaine).
Cette faculté exceptionnelle est néanmoins à double tranchant, car plus le démon dévoré est proche de Muzan, plus l’épéiste est susceptible d’être lui-même affecté par la transformation et perdre le contrôle, devenant alors aussi potentiellement hostile et dangereux qu’eux pour un Humain : en contre-partie à cet inconvénient, il lui est possible d’apprendre des « pouvoirs sanguinaires ».
Extrêmement rare, ce type d’aptitude n’a plus été constaté depuis plus de trois siècles avant l’ère Taishō.
Il en existe actuellement deux à être formellement identifiés dans l'histoire.

### Humains
Le « Rare-Sang » (稀血, marechi)
Un Humain dont la rare qualité du sang rendrait, selon Kyōgai, sa valeur nutritive — et l'augmentation de pouvoirs qui en découle — équivalente à dix voire cent victimes ordinaires pour les démons.
De ce fait, ils sont très prisés par ces derniers, quitte à se les disputer entre eux : toutefois leur sang peut aussi leur provoquer, selon le cas, des altérations d'état (intoxication, ivresse...).
Contre-intuitivement, le lien biologique même direct (par exemple, fraternel) avec un Rare-Sang n'entre visiblement pas en ligne de compte comme condition pour en être également un.
Il en existe actuellement deux à être formellement identifiés dans l'histoire.

## Production et supports

### Manga

Logo original de la série.

#### Origine et écriture
L'autrice Koyoharu Gotōge avait publié un prototype de la série en avril 2013, intitulé Kagarigari (過狩り狩り), il s'agissait d'un one shot présenté pour la 70e édition du Jump Treasure Rookie Manga Award (ja) (JUMPトレジャー新人漫画賞, Janpu Torejā shinjin manga-shō) et qui a remporté la mention honorable,. Ce chapitre unique a attiré l'attention de celui qui deviendra son premier éditeur, Tatsuhiko Katayama. Ses travaux suivants étaient une série de trois one-shot ; Monju shirō kyōdai (文殊史郎兄弟) publié dans le 2e numéro du Shōnen Jump NEXT! en 2014, Rokkotsu-san (肋骨さん) publié dans le 39e numéro du Weekly Shōnen Jump en 2014, et Haeniwa no Zigzag (蠅庭のジグザグ) publié dans le 21e numéro du Weekly Shōnen Jump en 2015. Après que Haeniwa no Zigzag n'ait pas réussi à devenir une véritable série, Katayama a suggéré de commencer une série avec un « thème facile à comprendre ». Il s'est ensuite rappelé de Kōhei Horikoshi et de son manga My Hero Academia, qui reprend un précédent one-shot, My Hero (僕のヒーロー, Boku no Hīrō), qu'il avait publié à ses débuts.
Le premier travail de Gotōge, Kagarigari, est ainsi utilisé comme la base d'un premier storyboard, intitulé Kisatsu no nagare (鬼殺の流れ), car il avait des concepts, tels que des épées et des démons, que le public japonais connaît. En raison de son ton sérieux, de son manque de notes comiques et de son histoire sombre, le storyboard n'a pas été sélectionné pour une publication en série. Katayama a demandé à Gotōge si elle pouvait écrire un personnage plus joyeux, un personnage plus normal dans le monde qui a été créé, sur les conseils d'un autre éditeur plus expérimenté, en prenant pour exemple Hunter × Hunter et son protagoniste Gon Freecss qui est une personne ordinaire malgré les nombreux personnages excentriques présents dans l'histoire. Une idée qu'elle avait également en tête en mettant en avant une personne ordinaire autour d'autres individus anormaux. Le manga JoJo's Bizarre Adventure a aussi été une source d'inspiration pour Gotōge, notamment pour son système d'énergie, les « souffles » (呼吸法, Kokyūhō), qui est similaire à l'« Onde » (波紋, Hamon) présentée dans la première partie de l'œuvre d'Hirohiko Araki.
Le titre original devait être Kisatsu no yaiba (鬼殺の刃), mais ils pensaient que le caractère satsu (殺, litt. « tuer ») était trop fort. Le mot kimetsu (鬼滅) semblait un mot facile à comprendre, et bien qu'il n'ait pas un vrai sens, Gotōge a pensé qu'il serait intéressant d'abréger le titre de la série de cette façon, tandis que le mot yaiba (刃, litt. « lame ») implique une épée japonaise.

#### Publications japonaises
Annoncé dans les précédents numéros,, Kimetsu no yaiba (鬼滅の刃) est lancé dans le 11e numéro de 2016 du magazine de prépublication de manga de Shūeisha, le Weekly Shōnen Jump, paru le 15 février 2016. La série a atteint son climax dans le 23e numéro de 2020 du magazine, sorti le 11 mai 2020. Après 4 ans et 3 mois de prépublication, le dernier chapitre est sorti dans le 24e numéro du Shōnen Jump, le 18 mai 2020. Les chapitres sont rassemblés et édités dans le format tankōbon par Shūeisha avec le premier volume publié en juin 2016, et la série compte un total de vingt-trois tankōbon. Le dernier tome propose plusieurs pages de contenus supplémentaires.
Une histoire connexe est publiée dans le premier numéro du Shōnen Jump GIGA le 20 juillet 2016,. Koyoharu Gotōge a dessiné un one-shot centré sur la première mission de Rengoku, qui est publié dans le 44e numéro du magazine, sorti le 5 octobre 2020, ; celui-ci est également publié dans un volume intitulé Rengoku Volume 0 (煉獄零巻), qui est distribué aux spectateurs de l'adaptation cinématographique de la série tout en étant limité à 4,5 millions d'exemplaires,.
Ryōji Hirano (ja) est l'auteur des deux histoires parallèles, dites gaiden. Une première histoire centrée sur le personnage de Giyu Tomioka, intitulée Kimetsu no yaiba: Tomioka Giyū “Gaiden” (鬼滅の刃 冨岡義勇【外伝】), est composée de deux chapitres qui sont publiés dans les 18e et 19e numéros de 2019 du Weekly Shōnen Jump, sortis le 1er et le 8 avril 2019. La seconde histoire est quant à elle centrée sur le personnage de Kyōjurō Rengoku, sous le titre Rengoku Gaiden (煉獄外伝) ; elle est aussi composée de deux chapitres qui sont publiés dans les 45e et 46e numéros de du Shōnen Jump, respectivement sortis le 12 et 17 octobre 2020.
Ryōji Hirano réalise également le spin-off au format quatre cases intitulé Kimetsu no aima! (きめつのあいま！) qui met en vedette les versions chibi des personnages ; il s'agit d'un projet associé à la série télévisée d'animation, dont le contenu d'un chapitre d'une page en couleur (publié le dimanche) est lié à l'histoire de l'épisode diffusé la veille (samedi à 23 h 30). Les 26 chapitres sont sortis sur la plateforme Shōnen Jump+ de Shūeisha entre le 7 avril et le 29 septembre 2019,.
Les trois travaux de Ryōji Hirano sont rassemblés et compilés dans un tome qui est édité par Shūeisha et publié en décembre 2020,.
Un autre spin-off intitulé Kimetsu Gakuen!, adaptant les courts épisodes animés de même nom, est dessiné par Natsuki Hokami entre le 4 août 2021 et le 4 mars 2023, pour un total de six tomes,.

#### Publication à l'étranger
En affichant le premier volume sur son site pour le mois d'août en mai 2017, Panini Manga a révélé son obtention de la série en français sous le titre Les rôdeurs de la nuit. Cependant face à des ventes catastrophiques, la publication de la série s'est interrompue avec le troisième volume publié en janvier 2018,. Cet échec commercial était en partie imputable à une communication inexistante de la part de l'éditeur à l'époque. Avec la réorganisation interne dans Panini Manga, et en tirant parti du succès que connaît l'adaptation anime, l'éditeur a annoncé la réédition de la série sous le nom international Demon Slayer en juin 2019 et les deux premiers tomes sont sortis en septembre 2019. La communication autour de la série a été retravaillée ainsi que la traduction, qui suit davantage celle des sous-titres de la série d'animation,. Le 23e et dernier tome est commercialisé en juillet 2022 et est proposée en deux versions collectors. L'éditeur publie également le spin-off de Ryōji Hirano le 17 novembre 2021. Enfin, la version française de Kimetsu Gakuen! est publiée par Panini sous le titre Demon Slayer School Days depuis avril 2023.
En Amérique du Nord, la maison d'édition VIZ Media a publié les trois premiers chapitres comme un aperçu de la série dans son webzine le Weekly Shonen Jump dans le cadre du programme « Jump Start », mais n'a pas choisi de poursuivre sa publication,. Lors du Comic-Con à San Diego, VIZ a annoncé pendant leur programme le 20 juillet 2017 qu'elle publiera à nouveau la version anglaise de la série sous le titre Demon Slayer: Kimetsu no Yaiba, et dont le premier volume est sorti en juillet 2018. Shūeisha publie aussi simultanément la série en anglais sur l'application et le site web Manga Plus depuis janvier 2019.
Une version allemande est éditée par Manga Cult (de) depuis avril 2020. À l'occasion des Lucca Comics and Games 2019, Star Comics a annoncé l'acquisition des droits pour la publication du manga en italien à partir d'avril de la même année. Les éditions Waneko publient une version en polonais depuis mars 2020.
Annoncé en septembre 2018, Norma Editorial édite la série en espagnol en Espagne sous le titre Guardianes de la noche depuis mars 2019, ; Shūeisha publie également la traduction de cette édition sur son service Manga Plus. Les éditions Editorial Ivrea (en) et Panini Manga publient respectivement la série en Argentine et au Mexique sous le titre international Demon Slayer depuis décembre 2019 et mars 2020,. Lors du Comic Con Experience 2019, à São Paulo, l'éditeur Panini a annoncé la publication du manga pour le Brésil.
Tong Li Publishing publie la série en chinois traditionnel depuis janvier 2018. En Chine, la série est publiée numériquement par bilibili et dont la version imprimée est éditée par Zhejiang People's Fine Arts Publishing House (zh) au cours du printemps 2020. En Corée du Sud, Kimetsu no yaiba est éditée par Haksan Publishing. Une version indonésienne est publiée par Elex Media Komputindo.

#### Découpage des chapitres
L'organisation des arcs narratifs par ordre chronologique, avec les numéros de chapitre correspondants, est le suivant :
1. Arc de la Sélection finale (1 – 9)
2. Arc de la Première mission (10 – 13)
3. Arc d’Asakusa (14 – 19)
4. Arc de la Maison aux Tambours (20 – 27)
5. Arc du Mont Natagumo (28 – 44)
6. Arc de la Formation en réadaptation (45 – 53)
7. Arc du Train de l’Infini (54 – 66)
8. Arc du Quartier des Plaisirs (67 – 97)
9. Arc du Village des Forgerons (98 – 127)
10. Arc de l’Entraînement des Piliers (128 – 136)
11. Arc de la Bataille finale (137 – 205)

### Anime

#### Série d'animation
En juin 2018, le Weekly Shōnen Jump annonce que le studio ufotable est en train de produire une adaptation du manga. La première saison comprenant 26 épisodes est diffusée entre avril et septembre 2019. Une réadaptation du film Le Train de l'Infini en sept épisodes est diffusée à partir du 10 octobre 2021, tandis que la deuxième saison de la série d'animation, adaptant l'arc du Quartier des plaisirs (Yūkaku-hen), est diffusée du 5 décembre 2021 au 13 février 2022. Dès la fin de la diffusion de la deuxième saison, le studio annonce qu'une suite adaptant l'arc du Village des forgerons (Katanakaji no Sato Hen) est en production. Cette troisième saison est diffusée d'avril à juin 2023. Dès la fin de la diffusion de la troisième saison, le studio annonce qu'une saison 4 adaptant l'arc de l'« Entraînement des Piliers » est en production. Celle-ci est diffusée entre mai et juin 2024.

#### Films d'animation
La production d'un film d'animation, sous le titre « Demon Slayer: Kimetsu no Yaiba, le film : Le Train de l'Infini » (劇場版「鬼滅の刃」無限列車編, Gekijō-ban Kimetsu no yaiba: Mugen ressha-hen), est annoncée dès la fin de la diffusion du dernier épisode de la série télévisée qui est nommée à l'occasion « L'Évolution de Kamado Tanjirō » (竈門炭治郎 立志編, Kamado Tanjirō risshi-hen). Il s'agit d'une suite directe de la série et adapte l'arc du « Train de l'Infini » (無限列車編, Mugen ressha-hen) du manga. Le personnel de production et les seiyū reprennent leurs fonctions et rôles de la série. Tōhō distribue le film dans les salles japonaises depuis le 16 octobre 2020,. La chanson du film, intitulée Homura (炎), est produite par LiSA et Yuki Kajiura,.
En novembre 2020, Wakanim annonce la sortie du Train de l'Infini dans plusieurs pays d'Europe dans lesquels la société est présente. Les projections du film se font à partir du 19 mai 2021 en partenariat avec le réseau CGR Events et ses partenaires (cinémas CGR, Megarama ou encore Kinepolis) pour la France, la Belgique et le Luxembourg.
Un deuxième film d'animation intitulé Demon Slayer: Kimetsu no Yaiba, le film : En route pour le village des forgerons, proposant un récapitulatif de la deuxième saison ainsi que le premier de la troisième saison, est sorti en février 2023.
Un troisième film d'animation intitulé Demon Slayer: Kimetsu no Yaiba, le film : En route vers l'entraînement des piliers, proposant un récapitulatif de la troisième saison ainsi que le premier de la quatrième saison, est sorti en février 2024.
La production d'une trilogie de films d'animation adaptant l'arc de la Forteresse Dimensionnelle Infinie (Infinity Castle) est annoncée en juin 2024. Le premier film est sorti le 18 juillet 2025 au Japon.

### Novélisation
Une novélisation en light novel par Aya Yajima a été publiée par Shūeisha en un volume unique le 4 février 2019, sous le titre Demon Slayer: Flower of Happiness (鬼滅の刃 しあわせの花, Kimetsu no yaiba: Shiawase no hana, litt. « Une fleur heureuse »)  (ISBN 978-4-08-703473-8),. Il relate la vie de Tanjirō et de Zenitsu avant le début de la série principale, ainsi qu'un aperçu de la vie d'Aoi Kanzaki et de Kanao. Il comporte également un chapitre unique d'un univers alternatif où les personnages de la série fréquentent un lycée ordinaire. La version française par Panini est sorti en 2021.
Un second roman, intitulé Le Papillon qui ne pouvait plus voler (鬼滅の刃 片羽の蝶, Kimetsu no yaiba: Katahane no chō, litt. « Le Papillon à une aile »), est sorti le 4 octobre 2019  (ISBN 978-4-08-703485-1),. Il détaille les vies de Shinobu et de Kanae Kochō avant et peu après qu'elles ont rejoint les pourfendeurs de démons après que Gyōmei Himejima leur ait sauvé la vie. La version française par Panini est sortie en octobre 2021.
Une collection de nouvelles, principalement centré sur le personnage de Sanemi Shinazugawa et connu sous le titre de Le Guide du vent (鬼滅の刃 風の道しるべ, Kimetsu no yaiba: Kaze no michishirube, litt. « Les Signes révélateurs du vent »), est publiée le 3 juillet 2020  (ISBN 978-4-08-703498-1), et est sorti en juillet 2022 en version française.
Le film d'animation Le Train de l'Infini est adapté en roman dont Aya Yajima en est également l'auteur ; celui-ci est sorti le 16 octobre 2020  (ISBN 978-4-08-703503-2) au Japon, et le 21 septembre 2022 en version française.

### Autres médias imprimés
Un fanbook, Demon Slayer: Kimetsu no Yaiba Official Fanbook: Kisatsutai Kenbunroku (鬼滅の刃公式ファンブック 鬼殺隊見聞録, Kimetsu no Yaiba Kōshiki Fanbukku Kisatsutai Kenbunroku), est sorti le 4 juillet 2019. Il contient des informations de base sur plusieurs personnages de la série. Un deuxième fanbook, Demon Slayer: Kimetsu no Yaiba Official Fanbook: Kisatsutai Kenbunroku 2 (鬼滅の刃公式ファンブック 鬼殺隊見聞録・弐, Kimetsu no Yaiba Kōshiki Fanbukku Kisatsutai Kenbunroku Ni), est sorti le 4 février 2021. Il comprend trois chapitres one-shot : Tanjirō no Kinkyō Hōkokusho (炭治郎の近況報告書), qui parle de Tanjiro et d'autres personnages après la conclusion du manga ; Totsugeki !! Jigoku no Onitorizai ~Sanzunokawa o Koete~ (突撃!! 地獄の鬼取材~三途の川を越えて~), qui montre certains des démons de « cette époque » ; et Kimetsu no Dodai (鬼滅の土台), qui montre certaines des histoires de Gotouge à partir du dessin du manga lors de sa sérialisation. Il comprend également le chapitre one-shot précédemment Rengoku Volume 0, précédemment distribué en bonus pour les spectateurs du film Demon Slayer: Kimetsu no Yaiba, le film : Le Train de l'Infini en 2020, et le Nenshi Bangai-hen (年始番外編) et Nenmatsu Bangai-hen (年末番外編), publiés dans le magazine Weekly Shōnen Jump en 2020 et 2019, respectivement,. La version française du premier fanbook est sortie le 30 mars 2022, et celle du deuxième le 6 juillet 2022.
Un artbook intitulé Demon Slayer: Kimetsu no Yaiba – Koyoharu Gotouge Artbook: Ikuseisо (鬼滅の刃 吾峠呼世晴画集―幾星霜―, Kimetsu no Yaiba Gotōge Koyoharu Gashū Ikuseisо), est sorti le 4 février 2021 au Japon. La version française de ce recueil d'illustrations est publiée par Panini en juillet 2022.
Enfin, des guides officiels des personnages de l'anime et des livres de coloriage sont commercialisés.

### Adaptation théâtrale
Il a été annoncé dans le 44e numéro du Shōnen Jump, sorti le 30 septembre 2019, que la série est adaptée sous forme de pièce de théâtre dont les représentations auront lieu à Tokyo et dans la préfecture de Hyōgo. La mise en scène est menée par Kenichi Suemitsu (ja) qui est également le scénariste de cette pièce avec une bande originale composée par Shunsuke Wada (ja).
Elle est jouée entre le 18 et le 26 janvier 2020 au The Galaxy Theatre (ja) à Tokyo, pour ensuite terminer du 31 janvier au 2 février 2020 au AiiA 2.5 Theater de Kobe dans la préfecture de Hyōgo.
Une annonce concernant une nouvelle pièce de théâtre pour l'été 2021 a été dévoilée lors d'une présentation sur scène à l'occasion de la Jump Festa '21, le 19 décembre 2020. Le personnel et le casting reprennent respectivement leur fonction et rôle de la première pièce.

### Jeux vidéo
Un jeu d'action est développé par CyberConnect2 et édité par Aniplex sous le titre Demon Slayer: Kimetsu no Yaiba - The Hinokami Chronicles (鬼滅の刃 ヒノカミ血風譚, Kimetsu no yaiba: Hinokami keppūtan),. Il incorpore un mode histoire qui suit la série d'animation et un mode de combat permettant aux joueurs d'incarner différents personnages. Cette adaptation en jeu vidéo pour la PlayStation 4 est annoncée dans le 16e numéro de 2020 du Shōnen Jump, publié le 16 mars 2020, pour une sortie en 2021. Le jeu vidéo est disponible le 15 octobre 2021 sur PlayStation 5, Xbox One, Xbox Series ainsi que sur Steam,. Il sort ensuite le 10 juin 2022 sur Nintendo Switch.
Aniplex a également annoncé qu'il travaille sur un jeu mobile basé sur la série. Développé par Quatro A, avec la coopération de Soleil, Kimetsu no Yaiba: Keppū kengeki Royale (鬼滅の刃 血風剣戟ロワイアル) est un jeu d'action et de survie qui oppose des équipes de pourfendeurs de démons et de démons les uns aux autres, avec des joueurs se battant dans des décors de l'histoire en utilisant diverses compétences et personnages. À l'origine prévue pour 2020, Aniplex a décidé de repoussé la sortie du jeu indéfiniment afin d'améliorer la qualité du jeu.
Une suite au jeu The Hinokami Chronicles est annoncée en décembre 2024. The Hinokami Chronicles 2 est sorti le 5 août 2025.

## Accueil

### Prix et classements

#### Manga
La série est la 14e sur une liste de mangas recommandés des libraires selon le sondage du Zenkoku Shotenin ga Eranda Osusume Comic 2017 (全国書店員が選んだおすすめコミック2017, litt. « Bandes dessinées recommandées par les librairies nationales de 2017 »), mené par la libraire en ligne Honya Club et publié le 1er février 2017,,. Le manga est classé 19e pour les lecteurs dans l'édition de 2018 du guide Kono Manga ga sugoi! de Takarajimasha ; il est respectivement 6e et 17e dans les éditions de 2020 et de 2021,.
La série est classée 10e dans la liste de la 19e édition du Book of the Year du magazine Da Vinci en 2019 ; Kimetsu no yaiba se retrouve à la tête du classement pour la liste de la 20e édition en 2020 et la 21e édition en 2021. En 2021, la série manga remporte le Grand prix de l'Association des auteurs de bande dessinée japonais, et remporte le Prix Spécial de la 25e édition du Prix culturel Osamu Tezuka 2021,.

#### Anime
Demon Slayer s'est retrouvée dans les dix premières places de différentes catégories du Newtype Anime Awards 2018-2019, elle est notamment la meilleure œuvre diffusée à la télévision. En 2020, la série d'animation, Demon Slayer: Kimetsu no Yaiba, remporte le prix de l'Animation de l'année au Tokyo Anime Award Festival (en),. Lors des Anime Awards 2020 de Crunchyroll, la série d'animation est lauréat dans la catégorie « Animé de l'année » tandis que Tanjiro a remporté la catégorie « Meilleur Garçon » et le combat de Tanjiro et de Nezuko contre Rui obtient la catégorie « Meilleure Scène de combat » ; la série a également été nommée pour les catégories de « Meilleure Animation », « Meilleur Bande originale » et « Meilleur Fantasy » avec aussi Tanjiro pour le « Meilleur Protagoniste » et Nezuko pour la « Meilleure Fille »,. En avril 2020, la série d'animation a remporté le Grand Prix et le prix du Nouveau venu au Japan Character Award de la Japan Brand Brand Licensing Association (CBLA).
En mai 2020, Kimetsu no yaiba: Shiawase no hana se classait 10e dans un sondage sur les livres pour enfants préféré mené par la Children's Book Election Office (こどもの本総選挙事務局), parmi plus de 250 000 élèves du primaire. Pour deux années consécutives, respectivement 2019 et 2020, Demon Slayer: Kimetsu no Yaiba est lauréat dans la catégorie « Anime » des Yahoo! Japan Search Awards, une cérémonie décernant des récompenses en fonction du nombre de recherches sur le moteur de recherche pour un terme particulier par rapport à l'année précédente ; le film d'animation triomphe également dans la catégorie « Film ». Pour la 62e édition des Japan Record Awards en 2020, Demon Slayer remporte l'un des Prix spéciaux, une récompense pour les personnalités ou œuvres qui ont attiré une large attention.

### Réceptions critiques

#### Manga
Rebecca Silverman d'Anime News Network a noté le premier volume avec un B-. Elle a fait l'éloge des personnages et des idées de l'intrigue, mais a eu des problèmes avec son rythme. Elle a qualifié le style artistique de Gotōge de « non poli », bien qu'elle ait salué les détails comme dans les vêtements de Tanjirō et Nezuko pour illustrer à la fois la pauvreté et l'environnement affectueux d'où ils viennent. Silverman a conclu que c'est le travail d'une autrice prometteuse et avait des attentes positives pour le développement de la série. Avant son adaptation en série animée, Nicholas Dupree du site Anime News Network a inclus la série dans sa liste des "Manga du Shōnen Jump les plus sous-estimés", et a écrit : « Kimetsu est toujours sans doute une bizarrerie dans son magazine, mais son style est fermement établi, ce qui vaut certainement la peine, à la recherche ». Leroy Douresseaux de Comic Book Bin a attribué au premier volume une note de 9/10. Il a félicité la série pour sa "capacité à transmettre le pouvoir dans la simplicité", expliquant que l'art de Gotouge est "sympa" et trop détaillé, et que le dialogue et l'exposition sont très bons. Douresseaux a fait l'éloge de ses personnages et a recommandé la série.
Pour Guillaume Boutet d'ActuaBD le début de l'œuvre est « accrocheur » par son « ambiance tragique et sanglante » et qui est plutôt captivante. En ce qui concerne le style graphique, il y discerne une « jolie maîtrise », même si les traits de l'autrice sont « simple », le découpage et les expressions sont néanmoins « très réussis ». Les critiques du premier volume des chroniqueurs de Manga-news s'accordent sur un début du genre nekketsu, mais qui, abordé « à la manière d'un journal » et en ne s'étendant pas inutilement sur les événements, apporte un rythme « à la fois rapide et efficace »,. Bien qu'on note que cette même progression rapide tend à un développement inégal des personnages dont la plupart restent « peu attachants », néanmoins la présentation de Sabito et Makomo est appréciable dont la « réelle nature » présage un « récit assez cruel et sombre ». L'ambiance « un peu pesante », « proche de celle d'un conte cruel et un peu horrifique », avec un monde hostile marqué par la présence inquiétante des démons et la mise en scène de moments violents provoque un sentiment non « déplaisant ». Le cadre dans un Japon rural du début du XXe siècle pour un manga est même considéré comme « rafraîchissant ». Les dessins de Koyoharu Gotōge ont un style « intéressant » qui « sort des sentiers battus » puisqu'ils se détachent de ceux « assez formatés », même si à première vue les designs des personnages paraissent « normal ». On peut y discerner « beaucoup de qualités », notamment ce « côté un peu daté » qui adhère « très bien au contexte historique de la série »,. Les deux chroniqueurs ont conclu avec de bons espoirs dans l'œuvre,.
En ce qui concerne l'énorme succès soudain de la série, l'éditeur en chef du Weekly Shōnen Jump, Hiroyuki Nakano, a déclaré que les ventes de mangas ont augmenté tout de suite après la fin de son adaptation en anime, expliquant qu'un grand nombre de personnes ont regardé la série via des services de streaming après sa fin plutôt que regarder chaque semaine. Nakano a également déclaré qu'il était actuellement plus difficile pour une série de mangas publiée dans le magazine de devenir un succès, et Demon Slayer: Kimetsu no Yaiba, bien qu'il ait commencé en février 2016, n'est devenu un succès majeur qu'à la fin de 2019, ajoutant que son « succès se reposait sur le bouche à oreille généré après la diffusion de l'anime ». Lors du Jump Festa '21 le 20 décembre 2020, la seiyū doublant Monkey D. Luffy de One Piece, Mayumi Tanaka, a transmis un message du créateur de One Piece Eiichirō Oda, dans lequel il a fait l'éloge de la série de Koyoharu Gotōge : « Au Jump, Kimetsu no yaiba était vraiment incroyable. J'ai apprécié la façon dont il a pu sauver les sentiments de tant de personnes. Un travail absolument superbe. C'est comme ça que je veux que le manga soit. Cela m'a touché, en quelque sorte ! ».

#### Anime
En écrivant pour Anime News Network, James Beckett a mis l'accent sur l'épisode 19 en exposant qu'il s'agissait « d'un clou du spectacle palpitant d'un épisode, montrant les compétences considérables d'ufotable en tant que producteur de spectacle d'action presque sans égal ».
Lors d'une interview publiée sur Livedoor en janvier 2021, le créateur de la franchise Gundam, Yoshiyuki Tomino, a dévoilé ses opinions sur le paysage de l'anime moderne et cite Demon Slayer: Kimetsu no Yaiba comme exemple de réussite culturelle bien qu'il s'agit d'une « coïncidence » pour lui. Il s'est senti au départ envieux de la façon dont la série avait attiré « un personnel aussi dévoué et talentueux », et fait aussi l'éloge des comédiens de doublage et des compositeurs des chansons, précisant que ce qu'il a ressenti est « allé au-delà de l'envie ». Il explique tout de même que le succès culturel de la série est une coïncidence car au sein de l'industrie de l'anime, les gens sont souvent choisis pour un travail parce qu'ils « se trouvaient juste là » ou que leurs emplois du temps « s'alignaient au bon moment » et qu'il est rare que des personnes ayant exactement les talents idéaux ou les qualités intrinsèques soient choisies.
L'édition de 2020 de l'Anime Marketing hakusho (アニメマーケティング白書, litt. « Livre blanc sur le marketing des animes »), publié le 27 février par KADOKAWA Game Linkage, note qu'entre la première diffusion au Japon du premier épisode jusqu'au dernier le nombre de téléspectateurs a augmenté de 1,4 million ; un sondage parmi les spectateurs japonais révèle également qu'il s'agissait de l'anime « le plus satisfaisant » de 2019. Au début de sa diffusion en simulcast sur Wakanim, Demon Slayer: Kimetsu no Yaiba n'était pas la série plus populaire en France mais elle a fini par connaître un franc succès au point que la plateforme assure que son audience talonne celle de L'Attaque des Titans ou Sword Art Online. Cette notoriété, qui s'est constituée au fur et à mesure de la diffusion, peut dans une certaine mesure s'expliquer par la contribution de la viralité des médias sociaux, avec la recommandation de la série par nombre d'influenceurs.
Le Premier ministre du Japon Yoshihide Suga fait même allusion à la série lors d'une session à la Diète le 2 novembre 2020 en se déclarant être « prêt à répondre dans un souffle de concentration intégrale » aux questions d'un membre de l'opposition.

### Ventes
Au 4 décembre 2020, la franchise Demon Slayer: Kimetsu no Yaiba aurait généré des ventes totales d'au moins 270 milliards de yens (2,6 milliards de dollars) au Japon selon les estimations de l'institut de recherche de la Dai-ichi Life,. Cela comprend les 85 milliards de yens de ventes de livres, en ajoutant les 50 milliards de yens des ventes liées à l'adaptation cinématographique et plus de 130 milliards de yens de ventes de produits dérivés.
En janvier 2021, l'Institut de recherche pour le marché de l'édition (出版科学研究所) indique dans son Shuppan Geppо̄ (出版月報), un rapport mensuel sur l'industrie japonaise de l'édition, que les ventes de livres et de magazines imprimés avaient chuté d'un pour cent en 2020 par rapport à l'année précédente, représentant la plus faible baisse depuis 2006. L'institut attribue cette légère baisse aux effets de la pandémie de Covid-19 dans le pays poussant les Japonais à se remettre à la lecture mais également au « phénomène » autour du manga et ses publications connexes. La franchise a également contribué à la progression considérable des ventes de publications numériques, qui ont augmenté de 28 % par rapport à l'année dernière.

#### Manga
Selon une publicité placée par Shūeisha dans la gare de Shinjuku, les cinq premiers volumes ont cumulé le million d'exemplaires imprimés en mai 2017. Les sept premiers volumes avaient atteint les 1,5 million de copies imprimées en août 2017. Début juin 2018, le manga a dépassé les 2.5 millions d'exemplaires imprimés dans le monde entier. En février 2019, le tirage de la série s'élève à 3,5 millions d'exemplaires. En avril 2019, la série a atteint les 5 millions de copies écoulées. Annoncé en septembre 2019, le tirage de la série s'élève à plus de 10 millions d'exemplaires. Le tirage total de la franchise a atteint les 25 millions d'exemplaires avec la sortie du 18e volume le 4 décembre 2019 dont la première impression est produite en un million de copies,. En février 2020, le tirage total du manga atteint les 40 millions d'exemplaires,. En mai 2020, ce nombre augmente avec 20 millions de copies supplémentaires, pour un total de 60 millions de copies, en comprenant les ventes numériques et dont 2,8 millions pour la première impression du 20e volume,. En incluant les ventes numériques, le tirage total de la série comptabilise 80 millions d'exemplaires dont 3 millions pour la première impression du 21e volume, sorti en juillet 2020,. Avec la sortie du 22e volume du manga en octobre 2020, le tirage total de la série a atteint les 100 millions de copies distribués, en comprenant également les ventes numériques ; Shūeisha confirme que Demon Slayer est la 8e série du Shōnen Jump à atteindre ce chiffre. L'éditeur annonce en novembre 2020 que le tirage s'élève à plus de 120 millions de copies, un nombre qui a été multiplié par 4,8 en un an. Le cap des 150 millions d'exemplaires est atteint en février 2021. En juillet 2025, le tirage total est de 220 millions d'exemplaires, avec 164 millions au Japon et 56 millions dans le reste du monde.
Demon Slayer est le deuxième manga le plus vendu de Shūeisha en 2019 (dans la période du 19 novembre 2018 au 17 novembre 2019), avec plus de 10,8 millions de volumes, derrière One Piece et ses 12,7 millions d'exemplaires. La série est cependant à la tête du classement de l'Oricon des mangas les plus vendus en 2019 avec 12 057 628 copies écoulées ; ce à quoi Eiichirō Oda a écrit un message concernant la réussite du manga de Gotōge. Avec 1 378 000 d'exemplaires vendus, le 19e volume de Kimetsu no yaiba est à la tête du classement des ventes hebdomadaires de l'Oricon pour la semaine du 3 au 9 février 2020 ; la série est la troisième à vendre plus d'un million d'exemplaires d'un volume au cours de la semaine de sa sortie, après One Piece et L'Attaque des Titans. Le 19e volume s'est vendu à environ 254 000 exemplaires au cours de sa deuxième semaine.
Les 19 volumes du manga ont occupé l'intégralité du top 19 du classement des ventes hebdomadaires de l'Oricon pour la semaine du 10 au 16 février 2020, avec le 19e volume en tête ; il s'agit de la première fois qu'une seule série de mangas a occupé les 19 premiers rangs depuis qu'Oricon a lancé son classement hebdomadaire en 2008, et également qu'une série à monopoliser l'intégralité du top 10 pendant trois semaines consécutives. La société de statistiques estime que la franchise dans son ensemble a rapporté 1,4635 milliard de yens (environ 13,06 millions de dollars) grâce aux publications physiques, aux CD, aux disques Blu-ray et aux DVD au cours de cette même semaine. Le 6 mars 2020, l'Oricon a annoncé que la série a occupé pendant plus d'un mois l'entièreté des dix premières places de son classement hebdomadaire. Sur les 2,8 millions d'exemplaires de la première impression du 20e volume,, un total de 1 990 249 copies ont été vendues la semaine de sa sortie, dont 1 086 157 sont de l'édition standard et 904 092 de l'édition limitée, plaçant ainsi le volume du manga à la fois 1er et 2e du classement des ventes hebdomadaires de l'Oricon pour la semaine du 11 au 17 mai 2020. Bien que le Japon était en état d'urgence sanitaire en pleine pandémie de Covid-19 dans le pays, de nombreuses librairies se sont retrouvées être bondées dès le 13 mai 2020.
Demon Slayer figure en tête du classement de l'Oricon des mangas les plus vendus de la première moitié de 2020, sur des ventes de 18 novembre 2019 au 17 mai 2020, avec 45 297 633 exemplaires écoulés, dont les 19 volumes sont également en tête du classement par volume sur la même période avec chacun plus de 2 millions de copies vendues, le 18e étant même à 3 millions, et le 19e volume frôle les 2 millions en cumulant ses deux éditions. Trois jours après sa sortie, le 21e volume s'est écoulé en plus de 2 millions d'exemplaires physiques en cumulant ses deux éditions, conduisant la franchise à un total de 71,618 millions de copies physiques vendues. Du 18 novembre 2019 au 22 novembre 2020, la série s'est écoulée à plus de 82,3 millions d'exemplaires ; les vingt-deux tomes sortis occupant les vingt-deux premières places du classement de l'Oricon. Le vingt-troisième et dernier tome s'écoule à plus de 2,8 millions d'exemplaire lors de sa semaine de sortie en décembre 2020, un record depuis la création du classement de l'Oricon en 2008, tandis que les ventes totales s'élèvent à 102,8 millions d'exemplaires.
En janvier 2021, il a été rapporté que les volumes 8, 1 et 7 de la série se sont vendus respectivement au total cumulatif de 5,03 millions, 5,029 millions et 5,009 millions d'exemplaires ; il s'agit alors des premiers volumes de manga à se vendre à plus de 5 millions d'exemplaires depuis qu'Oricon publie ses classements hebdomadaires de livres en avril 2008.
Pour la version française, 300 000 exemplaires ont été vendus en France entre septembre 2019 et juin 2020 pour sept tomes commercialisés. Dans un entretien réalisé pour AnimeLand fin 2021, Masahiro Choya, responsable de collection chez Panini Manga, annonce que chaque tome est tiré à plus de 100 000 exemplaires et que plus de deux millions de tomes se sont écoulés pour dix-sept tomes commercialisés. Également, il précise qu'il y a environ 7000 nouveaux lecteurs du manga par semaine à cette date.

#### Novélisation
Kimetsu no yaiba avec ses novélisations est également la dixième série de light novel la plus vendue du classement de l'Oricon en 2019 avec 407 640 exemplaires écoulés. Avec leur réimpression le 19 février 2020, les novélisations du manga ont collectivement un tirage total de 1,16 million d'exemplaires, faisant d'eux les romans de franchise les plus rapides de la marque Jump j Books de Shūeisha à atteindre le million d'exemplaires en circulation. Le 6 mars 2020, l'Oricon a indiqué que ces deux livres sont placés à la tête du classement hebdomadaires de ventes de livres, ce qui est une première pour des novélisations.
Pour la première moitié de 2020, l'Oricon indique que la série est de loin en tête des light novel les plus vendus sur des ventes de 18 novembre 2019 au 17 mai 2020 avec un total de 1 199 863 exemplaires, dont Kataha no Chō a écoulé 601 101 copies et Shiawase no Hana 598 762 copies, qui sont aussi en tête de classement. Sur l'année complète, elle s'est écoulée à plus de 2,7 millions d'exemplaires.

#### Anime
Le premier coffret de Blu-ray & DVD sorti le 31 juillet 2019 s'est écoulé à 11 594 exemplaires dans la première semaine de sa sortie, et a remporté la première place du classement de l'Oricon. Après cela, les ventes ont progressivement augmenté et le nombre total de ventes enregistré par l'Oricon le 23 décembre était de 22 773 copies ; l'Oricon qualifiant cela de hit car il est plus difficile ces dernières années de franchir la barre des 10 000 en raison de l'augmentation du nombre d'œuvres et de la distribution par le streaming.
L'insert song Kamado Tanjirō no uta (竈門炭治郎のうた) figure à la première place dans le classement des meilleures chansons d'iTunes au Japon le 30 août 2019 et est aussi présent dans le top 10 des classements des autres plateformes de distribution.
Le film d'animation Demon Slayer: Kimetsu no Yaiba, le film : Le Train de l'Infini (劇場版「鬼滅の刃」無限列車編) bat également des records, en étant notamment le film qui a rapporté le plus rapidement 30 milliards de yens, et ce en 59 jours d'exploitation contre les 253 jours du Voyage de Chihiro en 2001. Il s'agit également du premier film à dépasser les 40 milliards de yens de recettes au Japon. Il devient aussi le film ayant fait le plus d'entrées et le film ayant rapporté le plus d'argent au cinéma au Japon, détrônant Le Voyage de Chihiro.

### Œuvres

#### Édition japonaise
1. 1 2  (ja) « 鬼滅の刃　　1 », sur Shūeisha
2. 1 2  (ja) « 鬼滅の刃　　2 », sur Shūeisha
3. 1 2  (ja) « 鬼滅の刃　　3 », sur Shūeisha
4. 1 2  (ja) « 鬼滅の刃　　4 », sur Shūeisha
5. 1 2  (ja) « 鬼滅の刃　　5 », sur Shūeisha
6. 1 2  (ja) « 鬼滅の刃　　6 », sur Shūeisha
7. 1 2  (ja) « 鬼滅の刃　　7 », sur Shūeisha
8. 1 2  (ja) « 鬼滅の刃　　8 », sur Shūeisha
9. 1 2  (ja) « 鬼滅の刃　　9 », sur Shūeisha
10. 1 2  (ja) « 鬼滅の刃　　10 », sur Shūeisha
11. 1 2  (ja) « 鬼滅の刃　　11 », sur Shūeisha
12. 1 2  (ja) « 鬼滅の刃　　12 », sur Shūeisha
13. 1 2  (ja) « 鬼滅の刃　　13 », sur Shūeisha
14. 1 2  (ja) « 鬼滅の刃　　14 », sur Shūeisha
15. 1 2  (ja) « 鬼滅の刃　　15 », sur Shūeisha
16. 1 2  (ja) « 鬼滅の刃　　16 », sur Shūeisha
17. 1 2  (ja) « 鬼滅の刃　　17 », sur Shūeisha
18. 1 2  (ja) « 鬼滅の刃　　18 », sur Shūeisha
19. 1 2  (ja) « 鬼滅の刃　　19 », sur Shūeisha
20. 1 2  (ja) « 鬼滅の刃　　20 », sur Shūeisha
21. 1 2  (ja) « 鬼滅の刃　　20 ポストカードセット付き特装版 », sur Shūeisha
22. 1 2  (ja) « 鬼滅の刃　　21 », sur Shūeisha
23. 1 2  (ja) « 鬼滅の刃　　21 シール付き特装版 », sur Shūeisha
24. 1 2  (ja) « 鬼滅の刃　　22 », sur Shūeisha
25. 1 2  (ja) « 鬼滅の刃　　22 缶バッジセット・小冊子付き同梱版 », sur Shūeisha
26. 1 2  (ja) « 鬼滅の刃　　23 », sur Shūeisha
27. 1 2  (ja) « 鬼滅の刃　　23 フィギュア付き 同梱版 », sur Shūeisha
28. 1 2  (ja) « 鬼滅の刃 外伝 », sur Shūeisha
29. ↑  (ja) « 鬼滅の刃 しあわせの花 », sur Shūeisha
30. ↑  (ja) « 鬼滅の刃 片羽の蝶 », sur Shūeisha
31. ↑  (ja) « 鬼滅の刃 風の道しるべ », sur Shūeisha
32. ↑  (ja) « 劇場版 鬼滅の刃 無限列車編 ノベライズ », sur Shūeisha

#### Édition française
Les rôdeurs de la nuit (Première édition)
1. 1 2  « LES RÔDEURS DE LA NUIT 1 », sur manga-news.com
2. 1 2  « LES RÔDEURS DE LA NUIT 2 », sur manga-news.com
3. 1 2  « LES RÔDEURS DE LA NUIT 3 », sur manga-news.com

Demon Slayer (Nouvelle édition)
1. 1 2  « DEMON SLAYER 1 », sur Panini Comics
2. 1 2  « DEMON SLAYER 2 », sur Panini Comics
3. 1 2  « DEMON SLAYER 3 », sur Panini Comics
4. 1 2  « DEMON SLAYER 4 », sur Panini Comics
5. 1 2  « DEMON SLAYER 5 », sur Panini Comics
6. 1 2  « DEMON SLAYER 6 », sur Panini Comics
7. 1 2  « DEMON SLAYER 7 », sur Panini Comics
8. 1 2  « DEMON SLAYER 8 », sur Panini Comics
9. 1 2  « DEMON SLAYER 9 », sur Panini Comics
10. 1 2  « DEMON SLAYER 10 », sur Panini Comics
11. 1 2  « DEMON SLAYER 11 », sur Panini Comics
12. 1 2  « DEMON SLAYER 12 », sur Panini Comics
13. 1 2  « DEMON SLAYER 13 », sur Panini Comics
14. 1 2  « DEMON SLAYER 14 », sur Panini Comics
15. 1 2  « DEMON SLAYER 15 », sur Panini Comics
16. 1 2  « DEMON SLAYER 16 », sur Panini Comics
17. 1 2  « DEMON SLAYER 17 », sur Panini Comics
18. 1 2  « DEMON SLAYER 18 », sur Panini Comics
19. 1 2  « DEMON SLAYER 19 », sur Panini Comics
20. 1 2  « DEMON SLAYER 20 », sur Panini Comics
21. 1 2  « DEMON SLAYER 21 », sur Panini Comics
22. 1 2  « DEMON SLAYER 22 », sur Panini Comics
23. 1 2  « DEMON SLAYER 23 », sur Panini Comics

Demon Slayer - Coffrets collector
1. 1 2  « DEMON SLAYER 17 COFFRET COLLECTOR », sur Panini Comics
2. 1 2  « DEMON SLAYER 19 COFFRET COLLECTOR », sur Panini Comics
3. ↑  « DEMON SLAYER 21 COFFRET COLLECTOR », sur Panini Comics
4. ↑  « DEMON SLAYER 22 COFFRET COLLECTOR », sur Panini Comics
5. ↑  « DEMON SLAYER 23 COFFRET COLLECTOR », sur Panini Comics